# Kullasjön, Hälsingland
Kullasjön är en sjö i Ljusdals kommun i Hälsingland och ingår i Ljusnans huvudavrinningsområde. Sjön är 12,2 meter djup, har en yta på 0,0884 kvadratkilometer och är belägen 343,5 meter över havet.

## Delavrinningsområde
Kullasjön ingår i det delavrinningsområde (687406-151733) som SMHI kallar för Ovan None. Medelhöjden är 327 meter över havet och ytan är 7,05 kvadratkilometer. Det finns inga avrinningsområden uppströms utan avrinningsområdet är högsta punkten. Vattendraget som avvattnar avrinningsområdet har biflödesordning 3, vilket innebär att vattnet flödar genom totalt 3 vattendrag innan det når havet efter 157 kilometer. Avrinningsområdet består mestadels av skog (91 procent). Avrinningsområdet har 0,09 kvadratkilometer vattenytor vilket ger det en sjöprocent på 1,2 procent.